# Lijst van voetbalinterlands Botswana - Namibië
Deze lijst van voetbalinterlands is een overzicht van alle officiële voetbalwedstrijden tussen de nationale teams van Botswana en Namibië. De landen hebben tot op heden achttien keer tegen elkaar gespeeld. De eerste ontmoeting was een vriendschappelijke wedstrijd op 1 juli 1994 in Gaborone. Het laatste duel, een groepswedstrijd tijdens de COSAFA Cup 2023, werd gespeeld in Durban (Zuid-Afrika) op 11 juli 2023.

## Wedstrijden
| №  | Plaats       | Datum             | Competitie                   | Wedstrijd          | Uitslag |
| -- | ------------ | ----------------- | ---------------------------- | ------------------ | ------- |
| 1  | Gaborone     | 1 juli 1994       | Vriendschappelijk            | Botswana − Namibië | 0 − 1   |
| 2  | Windhoek     | 12 november 1994  | Afrika Cup 1996 kwalificatie | Namibië − Botswana | 1 − 1   |
| 3  | Gaborone     | 4 juni 1995       | Afrika Cup 1996 kwalificatie | Botswana − Namibië | 1 − 1   |
| 4  | Gaborone     | 11 augustus 1996  | Afrika Cup 1998 kwalificatie | Botswana − Namibië | 0 − 0   |
| 5  | Windhoek     | 25 augustus 1996  | Afrika Cup 1998 kwalificatie | Namibië − Botswana | 6 − 0   |
| 6  | Gaborone     | 15 december 2001  | Vriendschappelijk            | Botswana − Namibië | 3 − 2   |
| 7  | Gaborone     | 16 maart 2002     | Vriendschappelijk            | Botswana − Namibië | 3 − 1   |
| 8  | Windhoek     | 16 maart 2003     | COSAFA Cup 2003              | Namibië − Botswana | 0 − 1   |
| 9  | Windhoek     | 28 april 2004     | Vriendschappelijk            | Namibië − Botswana | 0 − 0   |
| 10 | Windhoek     | 16 april 2004     | COSAFA Cup 2004              | Namibië − Botswana | 1 − 1   |
| 11 | Gaborone     | 6 februari 2007   | Vriendschappelijk            | Botswana − Namibië | 1 − 0   |
| 12 | Gaborone     | 28 juli 2007      | COSAFA Cup 2007              | Botswana − Namibië | 1 − 0   |
| 13 | Keetmanshoop | 21 maart 2009     | Vriendschappelijk            | Namibië − Botswana | 0 − 0   |
| 14 | Windhoek     | 21 maart 2010     | Vriendschappelijk            | Namibië − Botswana | 0 − 0   |
| 15 | Maun         | 16 maart 2011     | Vriendschappelijk            | Botswana − Namibië | 1 − 1   |
| 16 | Windhoek     | 18 juni 2016      | COSAFA Cup 2016              | Botswana − Namibië | 1 − 1   |
| 17 | Gaborone     | 30 september 2018 | Vriendschappelijk            | Botswana − Namibië | 1 − 0   |
| 18 | Durban       | 11 juli 2023      | COSAFA Cup 2023              | Namibië − Botswana | 0 − 0   |

## Samenvatting
| Competitie              | Totaal gespeeld | Winst Botswana | Gelijk | Winst Namibië | Doelsaldo Botswana – Namibië |
| ----------------------- | --------------- | -------------- | ------ | ------------- | ---------------------------- |
| Afrika Cup-kwalificatie | 4               | 0              | 3      | 1             | 2 − 8                        |
| COSAFA Cup              | 5               | 2              | 3      | 0             | 4 − 2                        |
| Vriendschappelijk       | 9               | 4              | 4      | 1             | 9 − 5                        |
| Totaal                  | 18              | 6              | 10     | 2             | 15 − 15                      |

Wedstrijden bepaald door strafschoppen worden, in lijn met de FIFA, als een gelijkspel gerekend.